# 필드버스
필드버스(fieldbus)는 실시간 분산 제어를 위해 사용되는 산업용 컴퓨터 네트워크 프로토콜 집합의 통칭으로서, 현재 IEC 61158로 표준화되어 있다.
복잡한 산업용 자동화 시스템 — 생산 조립 라인과 같은 — 은 보통 그의 동작을 위해 계층적으로 조직화된 제어 시스템을 필요로 한다. 이 계층에서 일반적으로 Human Machine Interface(HMI)가 최상위에 있는데, 조작자는 이를 통해 시스템을 모니터링하고 조작할 수 있다. 이것은 보통 비실시간 통신 시스템 (즉 이더넷)을 통해 프로그래머블 로직 컨트롤러 (PLC)의 중간 계층에 연결된다. 제어 하부에서 필드버스는 PLC들을 센서, 액추에이터, 전기모터, 콘솔light, 스위치, 밸브, 컨텍터 같은 역할을 하는 컴포넌트들에 연결한다.

## 설명
필드버스는 실시간 분산 제어를 위한 산업용 네트워크 시스템으로서, 생산 플랜트에서 장비들을 연결하는 방법이다. 필드버스는 보통 daisy-chain, star, ring, branch, tree 네트워크 토폴로지를 허용하는 네트워크 구조상에서 동작한다. 기존에 컴퓨터들은 단지2개의 디바이스가 통신할 수 있는 RS-232 (시리얼 연결)로 연결되었었다. 이것은 현재 사용되는 4-20 mA 통신방식과 동등한데, 각 디바이스가 컨트롤러 레벨에서 각자의 통신 point를 가져야 한다. 반면 필드버스는 현재의 LAN-타입 연결과 동등한데, 컨트롤러 레벨에서 단지 하나의 통신 point를 가지면 되고, 다수의 아날로그와 디지털 포인트가 동시에 연결되는 것을 허용한다. 이 점이 요구되는 케이블의 길이와 개수를 줄인다. 더욱이, 필드버스를 통해 통신하는 디바이스들은 마이크로프로세서를 필요로 하기 때문에, 보통 다수의 포인트들이 하나의 디바이스에 의해 제공된다. 어떤 필드버스 디바이스들은 이제 PID 제어 같은 제어방식을 컨트롤러가 하도록 하는 대신 디바이스 자신이 제공한다.